# Licques
Licques (niederländisch Lieke) ist eine französische Gemeinde mit 1657 Einwohnern (Stand 1. Januar 2022) im Département Pas-de-Calais in der Region Hauts-de-France; sie gehört zum Arrondissement Calais und zum Kanton Calais-2.

## Geografie
Die Gemeinde Licques liegt im Regionalen Naturpark Caps et Marais d’Opale am Lauf des Hem, einem kleinen Zufluss des Aa, 19 Kilometer südsüdöstlich von Calais, 20 Kilometer westnordwestlich von Saint-Omer und 24 Kilometer ostnordöstlich von Boulogne-sur-Mer.

## Geschichte
Der Ort kann seine Wurzeln bis in das Mittelalter zurückverfolgen: Die Prämonstratenserabtei von Licques ist im 12. Jahrhundert begründet und erst mit der französischen Revolution aufgehoben worden. Der Donjon von Licques ist auch nur noch als Ruine erhalten. 

## Bevölkerungsentwicklung
| Jahr                       | 1962 | 1968 | 1975 | 1982 | 1990 | 1999 | 2006 | 2013 | 2022 |
| -------------------------- | ---- | ---- | ---- | ---- | ---- | ---- | ---- | ---- | ---- |
| Einwohner                  | 1296 | 1307 | 1389 | 1387 | 1351 | 1440 | 1510 | 1597 | 1657 |
| Quellen: Cassini und INSEE |      |      |      |      |      |      |      |      |      |

## Sehenswürdigkeiten
Sowohl die Abtei als auch die Kirche der Abtei sind sehenswert.

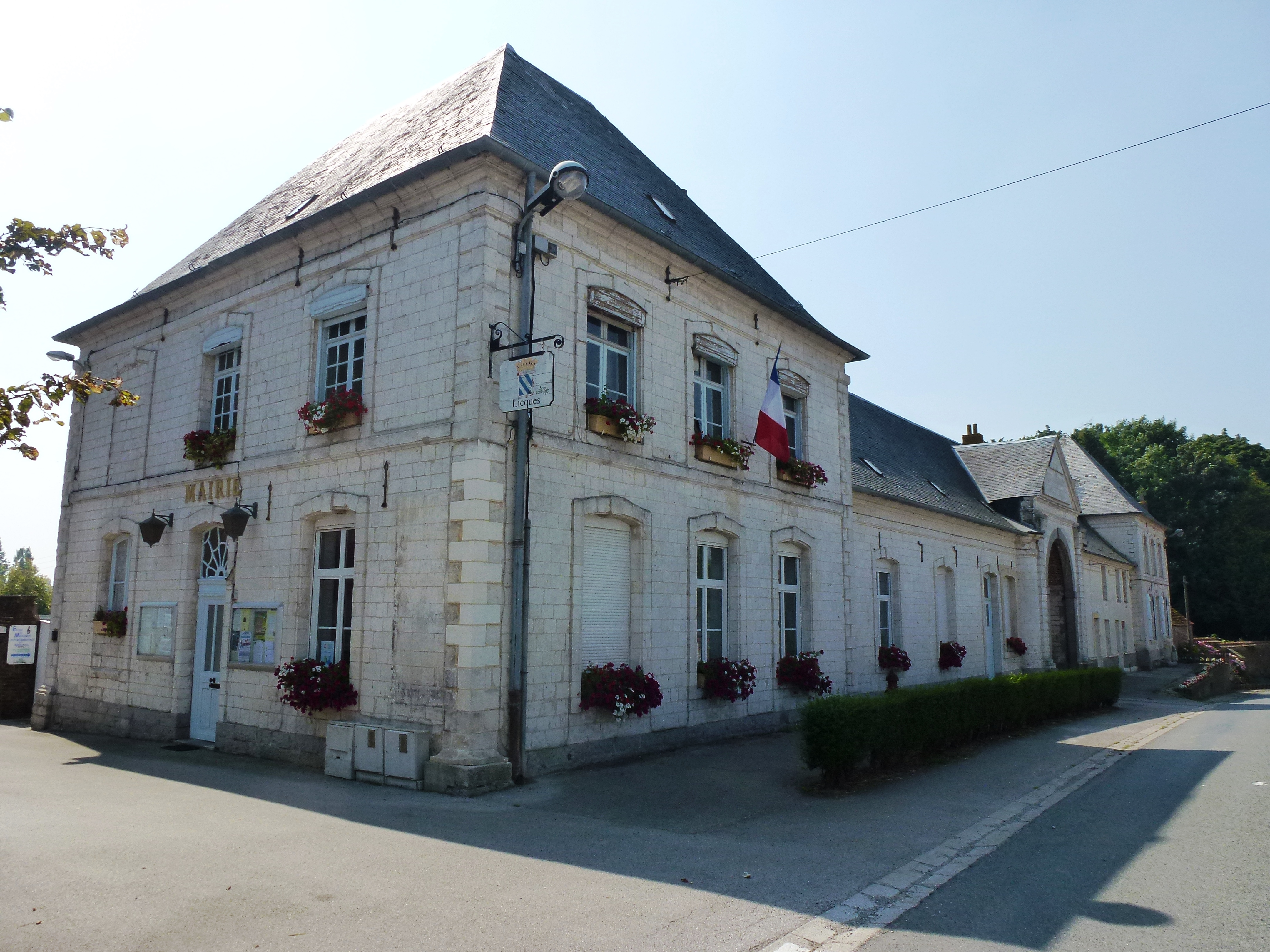
Ehemalige Abtei, heute Mairie
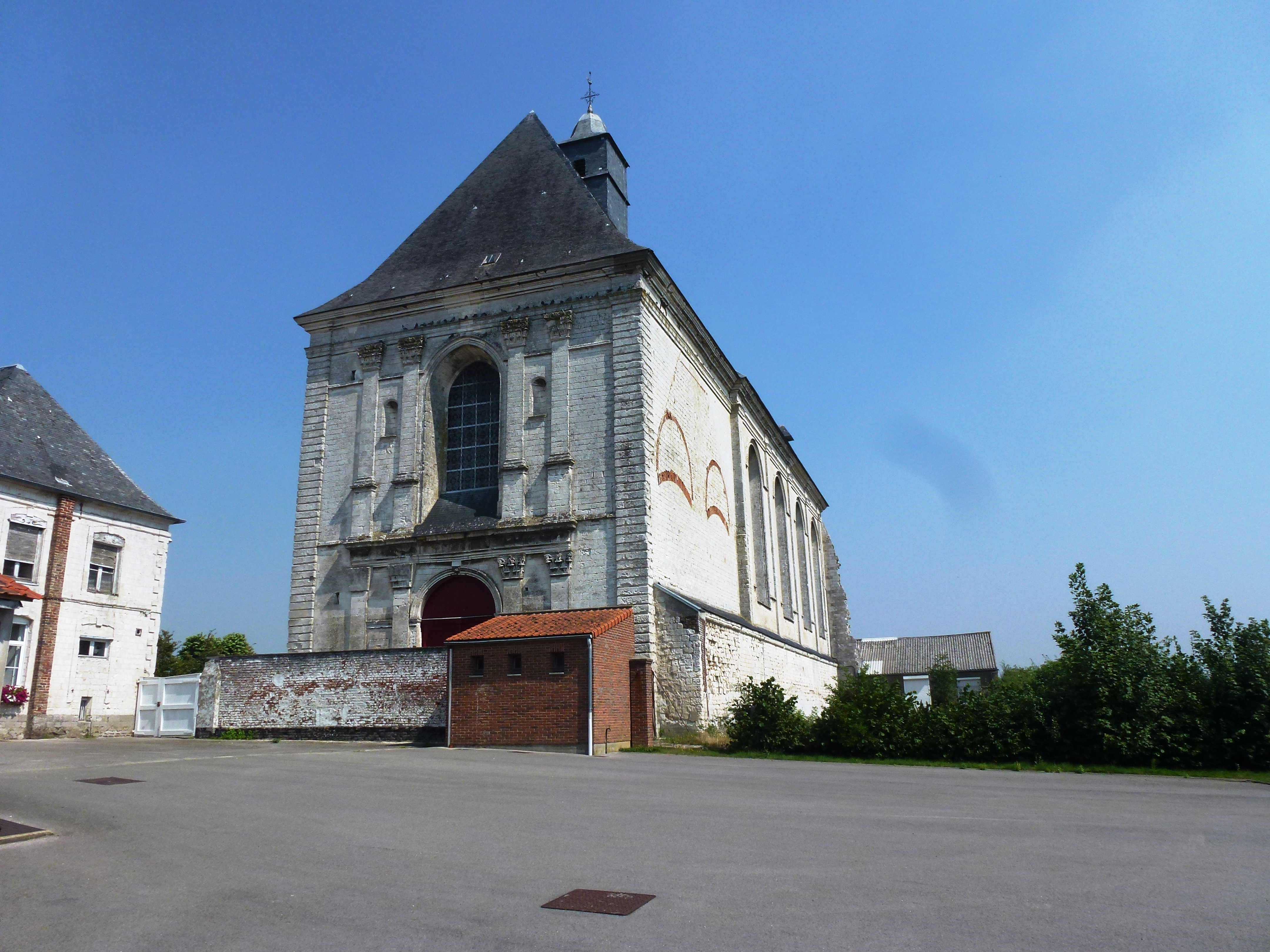
Abteikirche
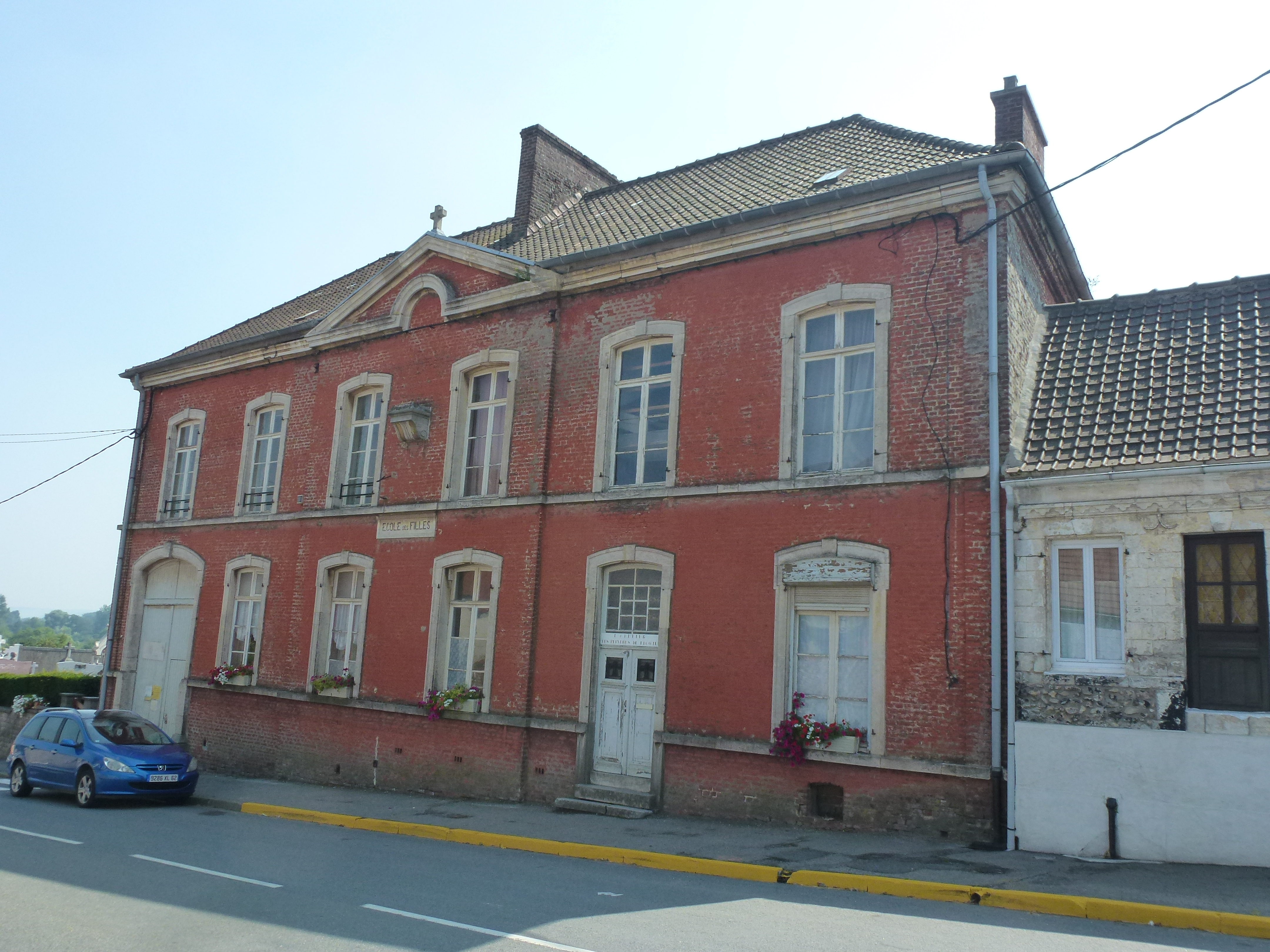
Ehemalige Mädchenschule
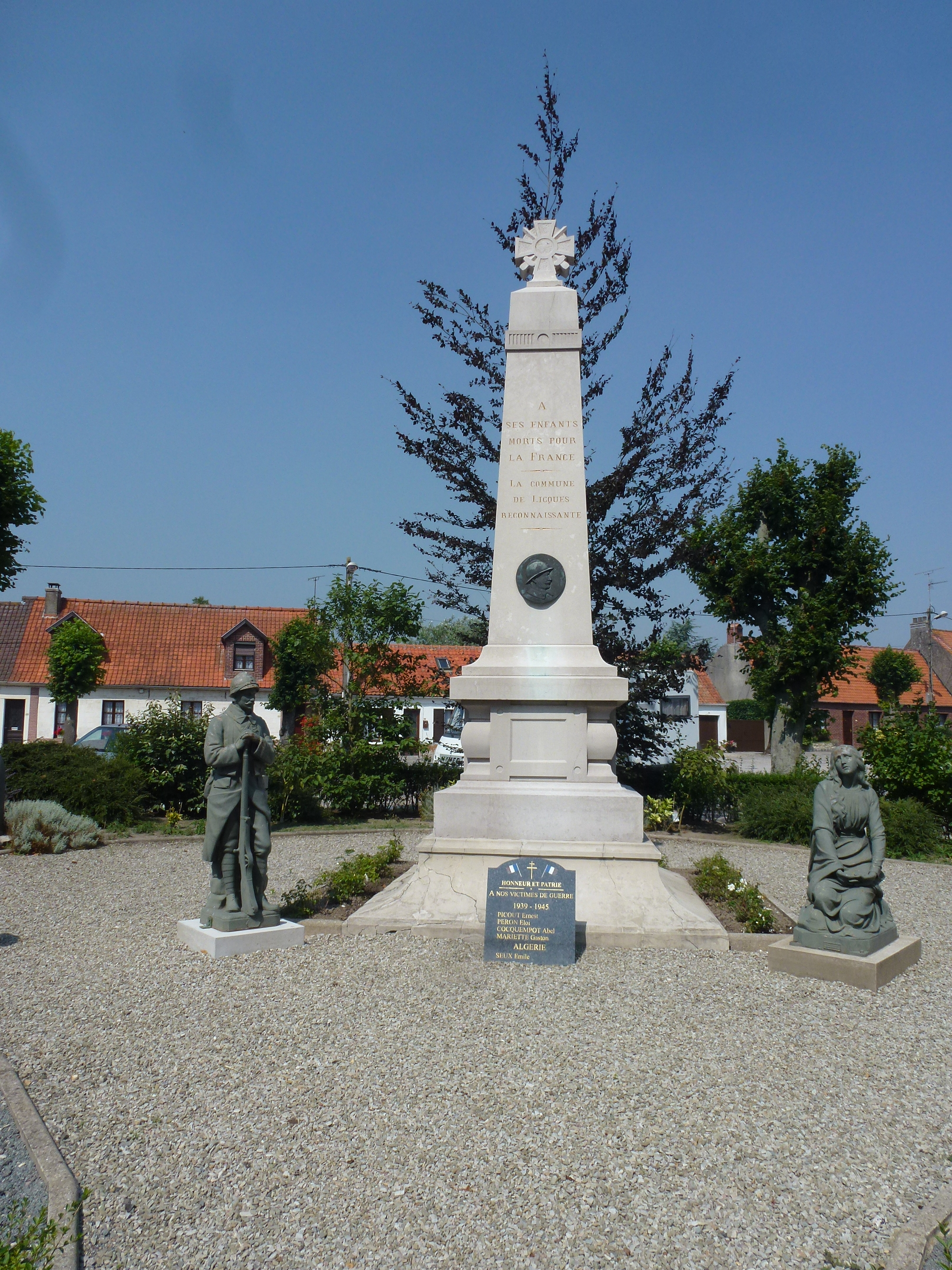
Gefallenendenkmal

## Belege
1. ↑  De Nederlanden in Frankrijk, Jozef van Overstraeten, 1969